# Rötspitze
La Rötspitze (ou en italien : Pizzo Rosso) est une montagne qui s’élève à 3 495 ou 3 496 m d’altitude dans les Hohe Tauern, à la frontière entre l'Autriche et l'Italie.